# Kärlek och dynamit (album av Perssons Pack)
Kärlek och dynamit är den svenska folkrock-gruppen Perssons Packs debutalbum, utgivet 1989. Albumet producerades av Anders Burman och spelades in i KMH Studio och Studio Ljudbygget, i Stockholm. Red Top Design stod för omslaget. "Bröllopsdag" och "Hanna" gavs ut som singlar.
Skivan nominerades för Grammis i kategorin "Rockgrupp" på Grammisgalan 1990, men förlorade till Wilmer X:s album Klubb Bongo.

## Låtlista
På låten "Hemma" är texten skriven av Per Persson, till en traditionell melodi. Övriga låtar text och musik av Per Persson.
| Nr  | Titel                    | Längd |
| --- | ------------------------ | ----- |
| 1.  | "Sista kvällen i april"  | 2:56  |
| 2.  | "Hanna"                  | 3:29  |
| 3.  | "En sång om dej"         | 3:37  |
| 4.  | "Hon har kysst mig adjö" | 4:30  |
| 5.  | "Bröllopsdag"            | 3:37  |
| 6.  | "En uslings medicin"     | 3:26  |
| 7.  | "Hemma"                  | 4:29  |
| 8.  | "Gråmånen"               | 4:03  |
| 9.  | "Perssons dynamit"       | 1:43  |
| 10. | "Det enda jag vill"      | 2:57  |
| 11. | "Guldhuggarland"         | 3:23  |
| 12, | "Poker/Nio timmars spel" | 2:13  |
| 13. | "Finkel-Pers Hambo"      | 2:06  |

## Medverkande

### Perssons Pack
- Per Persson - sång, gitarr, mandolin
- Magnus Lindh - dragspel, hammond-B3
- Niklas Frisk -  gitarr, dobro, mandolin
- Magnus Adell - kontrabas

### Övriga
- Magnus Fagernäs - trummor på "Hanna", "En sång om dig", "Sista kvällen i april", "Poker (Nio Timmars Spel)"
- Robert Halldin - trummor på "Hon har kysst mej adjö", "En uslings medicin", "Det enda jag vill", "Gråmånen".
- Lasse Bertilsson - fiol på "En uslings medicin"
- Erika Essen-Möller, Lotta Karlin, Liza Öhman-Halldén - kör på "Hon har kysst mig adjö" och "Sista kvällen i april"
- Lasse Westmann, Lilling Palmeklint, Erika Essen-Möller - kör på "Hemma"